# Neisi Dajomes
Neisi Patricia Dajomes Barrera (* 12. Mai 1998 in Puyo) ist eine ecuadorianische Gewichtheberin. Sie wurde 2021 Olympiasiegerin, gewann mehrere Medaillen bei Weltmeisterschaften und errang 2019 einen Titel bei den Panamerikanischen Spielen.

## Werdegang
Neisi Dajomes’ Eltern stammen aus Kolumbien und kamen als Flüchtlinge in den 1990er-Jahren nach Ecuador, wo Dajomes in der östlich gelegenen Provinz Pastaza mit fünf Geschwistern aufwuchs. Im Alter von elf Jahren fand sie über einen älteren Brüder zum Gewichtheben; auch ihre zwei Jahre jüngere Schwester Angie Palacios startet international erfolgreich in dieser Sportart. Früh feierte die von Walter Llerena und Mayra Hoyos betreute Dajomes auf nationaler Ebene Siege. Mit 13 Jahren trat sie bei der Jugend-WM in Lima als jüngste Teilnehmerin ihrer Gewichtsklasse an und belegte den achten Rang. Ein Jahr später gewann sie bei der Jugend-WM die Silbermedaille und 2013 im usbekischen Taschkent den Titel in der Gewichtsklasse bis 69 kg. Mit 17 Jahren nahm sie im November 2015 erstmals an den Erwachsenen-Weltmeisterschaften teil und erfüllte dort als Zehntplatzierte mit einem gehobenen Gewicht von 233 kg im Zweikampf (103 kg im Reißen, 130 kg im Stoßen) die Olympianorm. Beim olympischen Wettkampf 2016 in Rio de Janeiro verbesserte Dajomes ihre persönliche Bestleistung auf 237 kg, war damit stärkste Athletin in der B-Gruppe und platzierte sich im von der Chinesin Xiang Yanmei angeführten Gesamtklassement auf der siebten Position.
Zwischen 2016 und 2018 wurde Dajomes dreimal in Folge Juniorenweltmeisterin ihrer Gewichtsklasse (2016: bis 69 kg, 2017 und 2018: bis 75 kg). Parallel dazu nahm sie an den Erwachsenen-Weltmeisterschaften teil, wo sie 2017 hinter Lidia Valentín aus Spanien die Silbermedaille gewann und 2018 Bronze (jeweils im Zweikampf, mit zusätzlichen Podiumsplatzierungen in den Teildisziplinen). Ihre Leistungen bei der WM 2018 – 117 kg im Reißen, 142 kg im Stoßen, somit 259 kg im Zweikampf – übertrafen jeweils den Junioren-Weltrekord. Im Sommer 2019 setzte sie sich bei den Panamerikanischen Spielen in Lima gegen die Mexikanerin Aremi Fuentes durch und gewann damit die erste von letztlich zehn ecuadorianischen Goldmedaillen. Wenig später holte sie bei den Weltmeisterschaften 2019 eine weitere Zweikampf-Bronzemedaille. 
Nach einer mehrmonatigen Trainings- und Wettkampfpause aufgrund der COVID-19-Pandemie verbesserte Dajomes bei einem in Kolumbien ausgetragenen Qualifikationsturnier für die Olympischen Spiele in Tokio ihre persönliche Bestleistung auf 261 kg (118 kg im Reißen, 143 kg im Stoßen) und sicherte sich damit ihre zweite Olympiateilnahme. Wegen eines falsch positiven Corona-Tests verpasste sie die Eröffnungsfeier, für die sie zuvor vom Comité Olímpico Ecuatoriano als ecuadorianische Fahnenträgerin gemeinsam mit dem Boxer Julio Castillo ausgewählt worden war. Bei ihrem Wettkampf in der Gewichtsklasse bis 76 kg erzielte sie sowohl im Reißen (118 kg) als auch im Stoßen (145 kg) das beste Ergebnis des Teilnehmerfeldes und wurde vor der US-Amerikanerin Katherine Nye Olympiasiegerin. Als erste ecuadorianische Frau – und als geschlechterübergreifend dritter Sportler des Landes nach Jefferson Pérez und Richard Carapaz – gewann sie eine olympische Goldmedaille.
Bei den Olympischen Spielen 2024 in Paris gewann sie die Bronzemedaille in der Klasse bis 81 kg.
Die Zeitung El Universo zeichnete Dajomes als ecuadorianische Sportlerin des Jahres 2018 aus. Bei Wettkämpfen tritt sie mit einem Schleifen-Stirnband und lackierten Fingernägeln an.